# Paraplatypeza coraxa
Paraplatypeza coraxa är en tvåvingeart som först beskrevs av Kessel 1950.  Paraplatypeza coraxa ingår i släktet Paraplatypeza och familjen svampflugor.
Artens utbredningsområde är British Columbia. Inga underarter finns listade i Catalogue of Life.